# Abbaye de Stiepel
Le prieuré de Stiepel est un monastère cistercien à Stiepel, quartier de Bochum, dans le Land de Rhénanie-du-Nord-Westphalie, dans le diocèse d'Essen.

## Histoire
Le prieuré a été fondé en 1988 à l'initiative de Franz Hengsbach, évêque d'Essen. Quatre moines de l'Abbaye de Heiligenkreuz s'installent à Stiepel. Beda Zilch est le premier prieur.
Le lieu devient un lieu de pèlerinage marial, le seul du diocèse. Les moines organisent ce pèlerinage, maintiennent la tradition cistercienne, sont responsables de la paroisse et apportent leur aide aux paroisses voisines. L'abbaye est un lieu de retraite, notamment pour les étudiants de l'université de la Ruhr à Bochum.